# Accra
 (mai 2021).
Pour les articles ayant des titres homophones, voir Acras, Hakra et Acra.
Accra (prononcé en anglais : /əˈkɹɑː/) est la capitale du Ghana. En plus d'être la plus grande ville du pays, en termes d'habitants (1 658 937 habitants en 2000, 2 263 785 en 2009 et 2,721,000 en 2024), Accra est le centre politique, administratif, économique et financier du Ghana. Avec son aire métropolitaine, Accra compte aujourd'hui près de 5 millions d'habitants, ce qui en fait une des plus grandes villes d'Afrique de l'ouest.

## Histoire

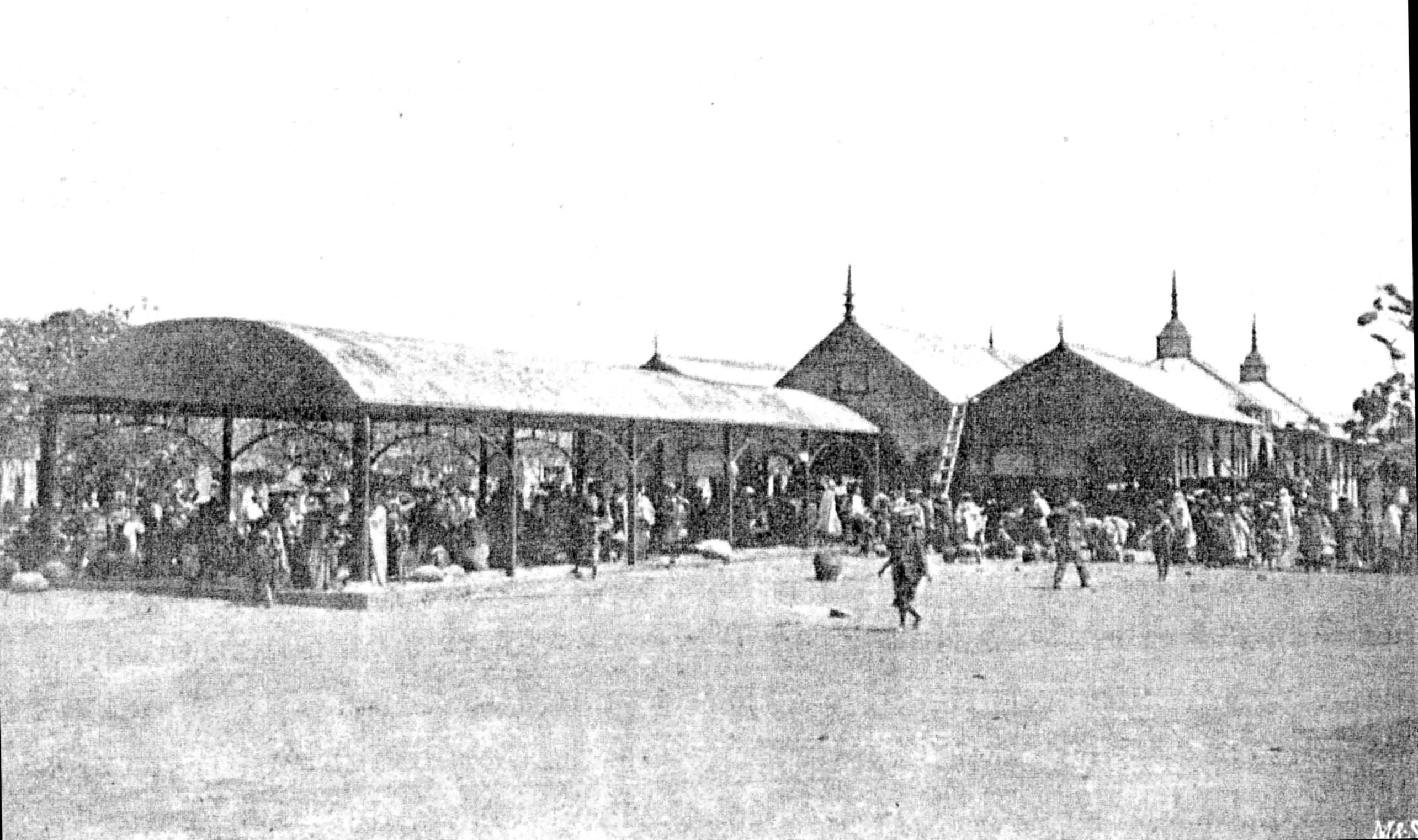
Un marché à Accra en 1903.

Le site d'Accra se trouve en territoire Ga, une ethnie encore aujourd'hui dominante dans la Région du Grand Accra.
Le site s'est développé à partir des forts qui ont été bâtis par les Européens pour la traite négrière (Portugais, Britanniques, Néerlandais et Danois) au  XVe siècle.
Le premier fut Fort Christiansborg, ou Fort Osu, construit par le marchand néerlandais Henry Caerlof en 1652 avec la permission du roi d'Accra, son partenaire en affaires. En 1660, le contrôle est passé à la Compagnie néerlandaise des Indes occidentales puis au Danemark, au service duquel, en 1657, Henry Caerlof s'était placé.
En 1677, Accra devient la capitale de l'état de Ga. C'est aussi durant cette année que le royaume d'Akwamu, avec l'aide des fantis et d'une faction d'Accra, attaque la ville et provoque la chute du royaume d'Accra. 
En 1874, Accra remplace Cape Coast comme capitale de la colonie britannique de Côte-de-l'Or. Elle devient un centre économique avec la construction d'une voie ferrée vers l'arrière-pays minier et agricole.
Elle demeure la capitale lorsque le Ghana accède à l'indépendance, le 6 mars 1957.
En décembre 1958, la Conférence panafricaine des Peuples, réunissant l'Afrique subsaharienne ainsi que le Maghreb et l'Égypte à Accra, décide de soutenir les mouvements d'indépendance en Afrique. La commission de la Défense de l'Organisation de l'unité africaine est basée à Accra depuis.
En juin 2015, alors que des pluies inondent la ville, l'explosion d'une station essence fait plus de 200 morts.

## Géographie

### Situation et cadre physique
Accra est une ville côtière sise sur le Golfe de Guinée. La ligne de la côte est faite de plages et de lagons dont l'un - le lagon de Korle - pénètre jusqu'aux abords du marché de Makola, au cœur de la ville.

### Climat
La zone d'Accra est arrosée par une moyenne de 725 mm d'eau par an qui tombe principalement durant une première saison des pluies qui s'étend d'avril à juin et d'une seconde saison des pluies moins marquée de septembre à novembre.
Les températures maximales sont en moyenne comprises entre 24 °C et 31 °C mais peuvent atteindre près de 40 °C. Elles sont observées avant la saison des pluies, pendant les mois de février et mars. Les minimales sont en moyenne comprises entre 23 °C et 27 °C, pendant la période estivale située entre les deux saisons des pluies (juillet et août).

### Districts limitrophes
L'agglomération d'Accra est entourée par 3 districts de la Région du Grand Accra et est bordée par le Golfe de Guinée au Sud :
|          | Ga est          |      |
| Ga ouest | Accra           | Tema |
|          | Golfe de Guinée |      |

## Quartiers et secteurs de la ville
- Abelempke

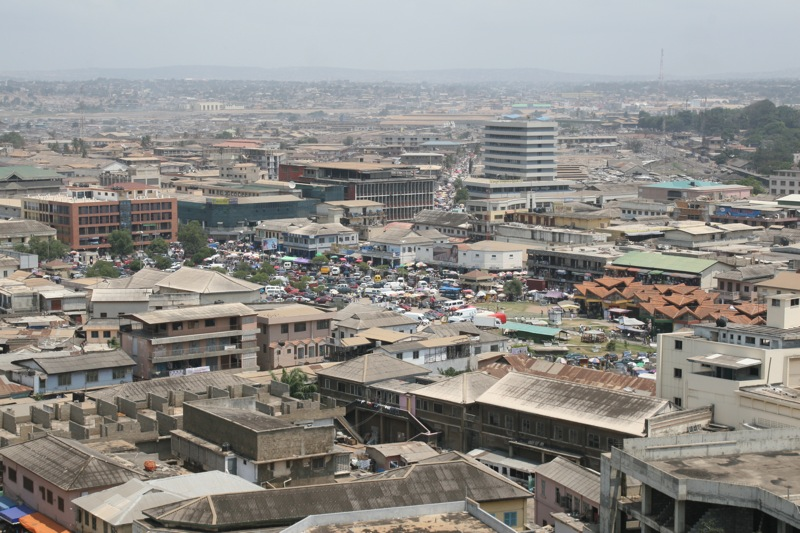
Vue d'Accra Central.

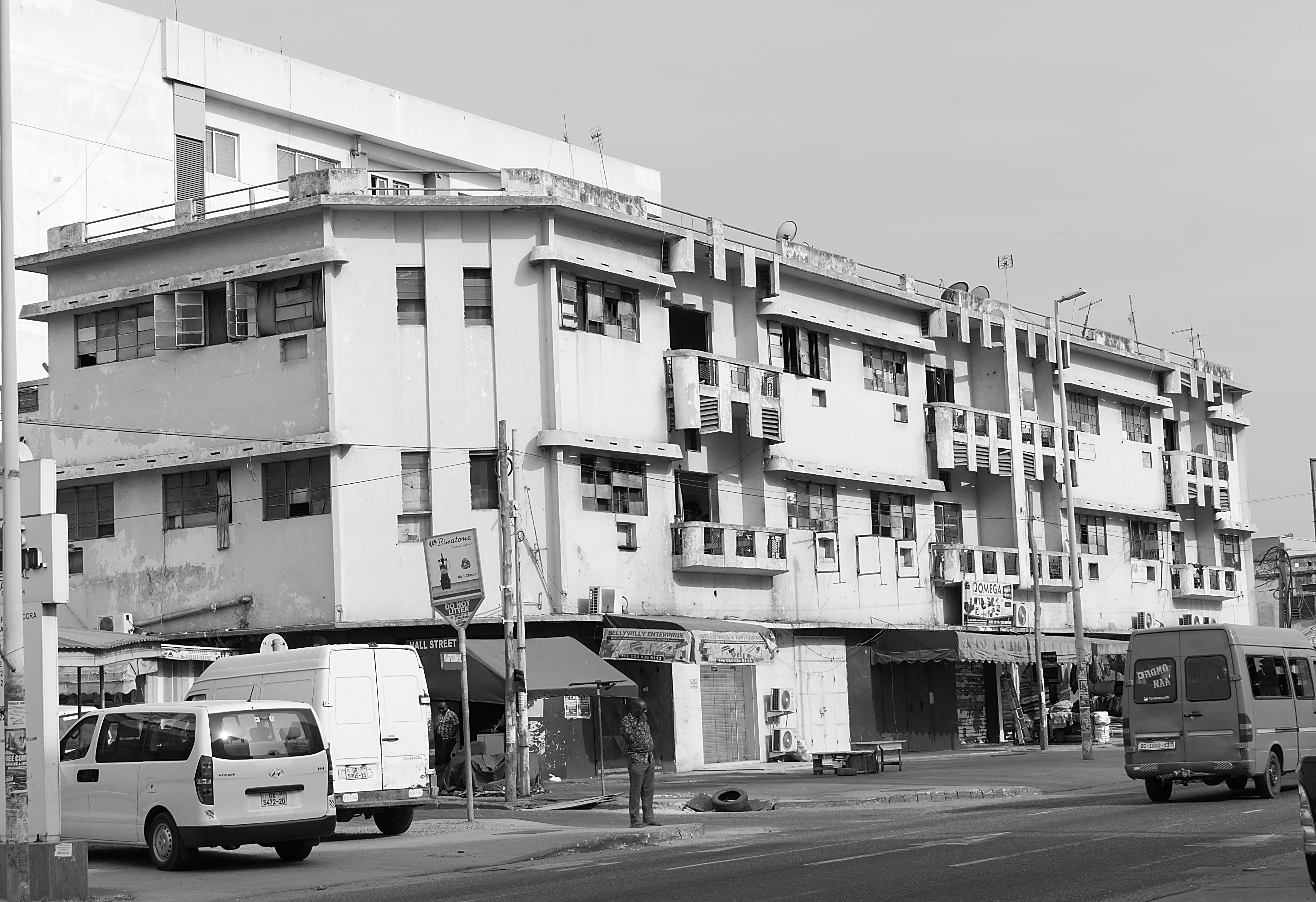
Appartements à Adabraka.

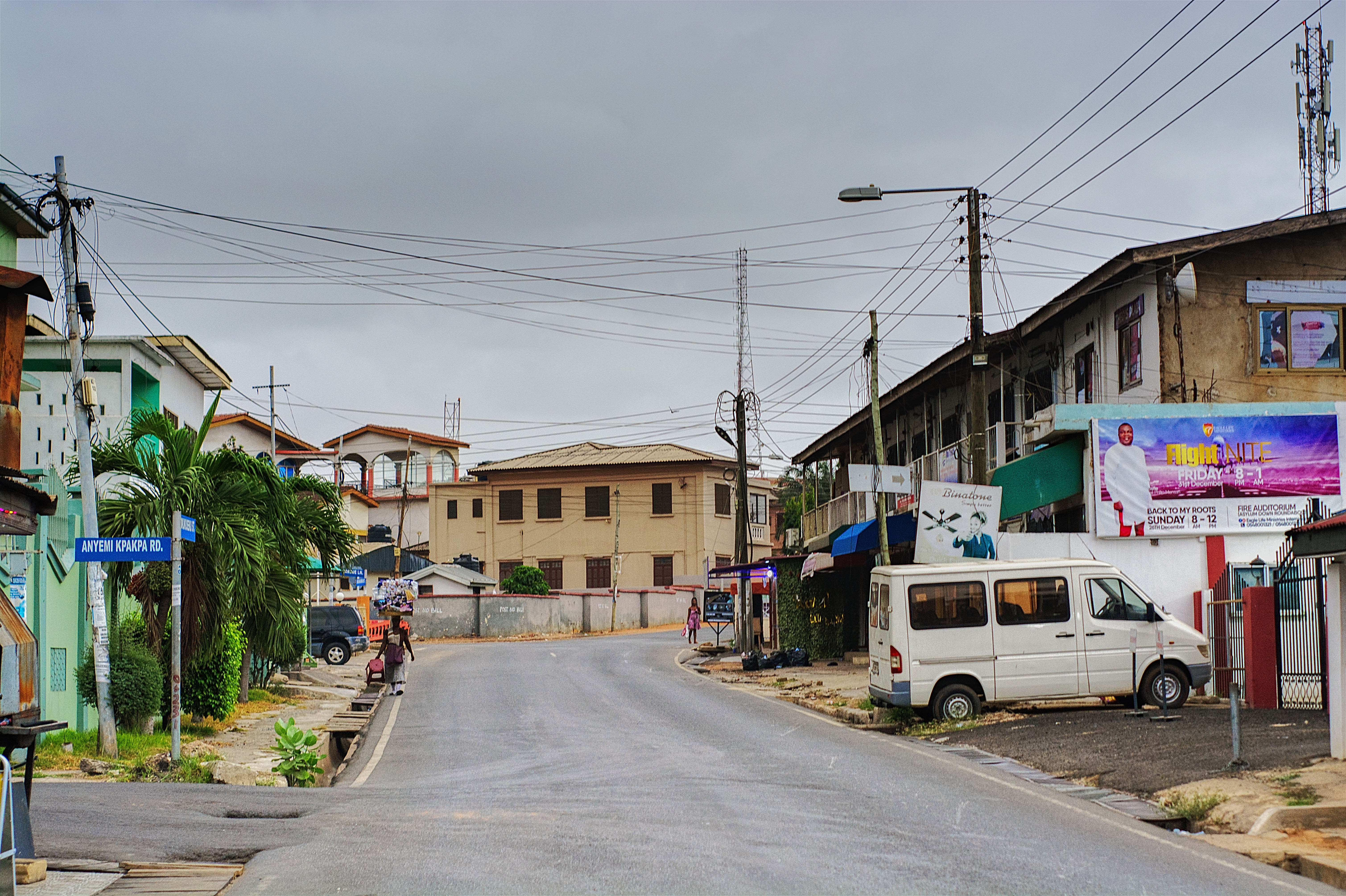
Une rue à Asylum Down.

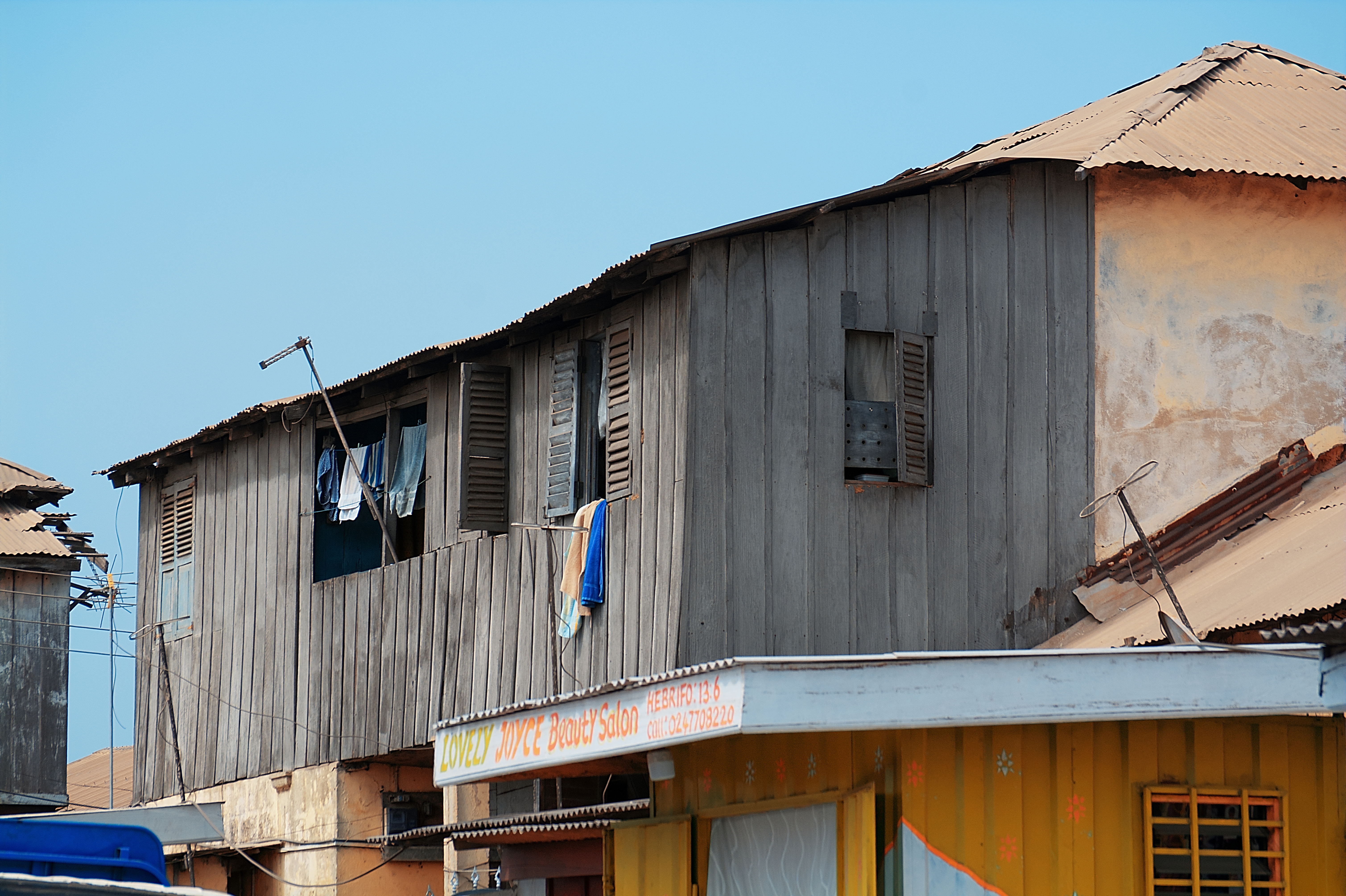
Maison à étage en bois à Jamestown.

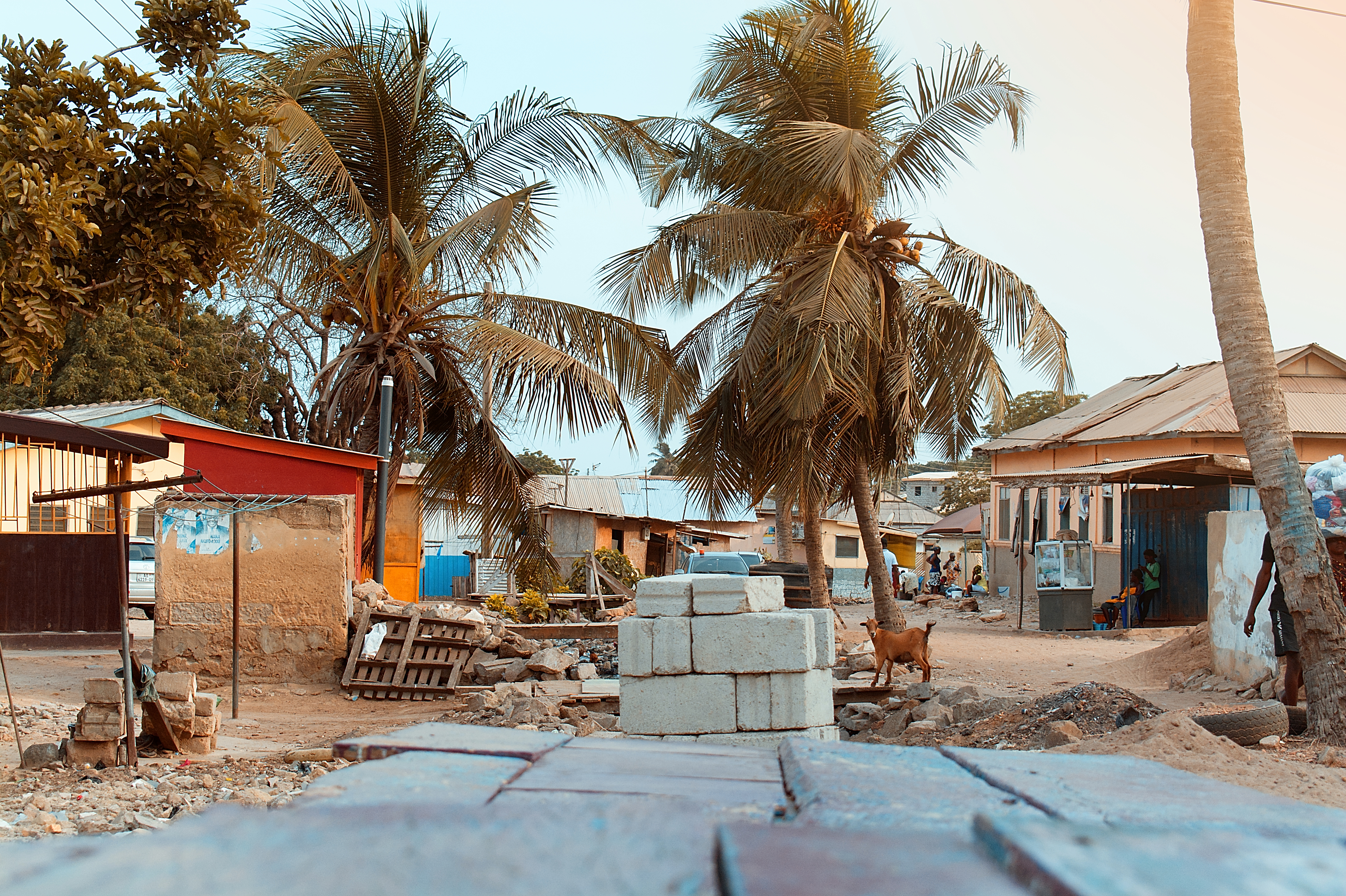
Chantier de construction à Labadi.

- Accra Central, Makola : Ce quartier est le cœur de la ville, le centre d'activité principal où de très nombreux ghanéens se rendent pour faire leurs affaires ou leurs achats, à tel point que la population locale désigne cette partie de la ville par le nom de la ville elle-même. Bâti le long de deux avenues orientées nord-sud (avenue Kwame Nkrumah et avenue Kojo Thompson), Accra Central abrite les marchés de Makola, Makola II (ou Agbogbloshie), Kantamanto ou June-4th ainsi que de nombreux bâtiments publics comme le siège de Cocobod. La ville abrite aussi certaines attractions comme le Mausolée de Kwame Nkrumah ou encore le Square de l'Indépendance.
- Adabraka : Situé juste au Nord d'Accra Central et s'étendant jusqu'à Ring Road, le quartier d'Adabraka est un ancien quartier résidentiel d'Accra dominé depuis les années 1990 par la tour Trust Tower. Ce quartier abrite à présent quelques industries, des bureaux de PME et des résidences populaires, logées dans d'anciennes maisons autrefois cossues.
- Adjiringanor
- Airport Hills
- Airport Residential : Ce quartier est un quartier résidentiel où on trouve également de nombreux bureaux d'organisations internationales et de sociétés privées. C'est un des quartiers les plus chics de la ville, bâti en vis-à-vis du site de l'Aéroport international de Kotoka par rapport à l'avenue de l'Indépendance.
- Ashongman Estates
- Asylum Down
- Burma Camp
- Cantonments : Ce quartier est une zone résidentielle relativement ancienne où se trouvent de nombreuses ambassades, notamment l'imposante ambassade des États-Unis. C'est un quartier très boisé.
- Christianborg : Ce quartier, situé au pied du château du même nom, est un des plus anciens de la ville. Il est peuplé par une population majoritairement Ga.
- Christian Village
- Dansoman
- Dome
- Dzorwulu : Dzorwulu est un quartier résidentiel situé au nord de Airport Residential et au sud de Achimota.
- East Legon
- Jamestown
- La
- Labadi
- Labone
- Kaneshie
- Kokomlemle
- Korle Bu
- Kotobabi
- Madina
- Mamprobi
- New Town
- Nima
- North Legon
- Nungua
- Nyaniba
- Ogbodjo

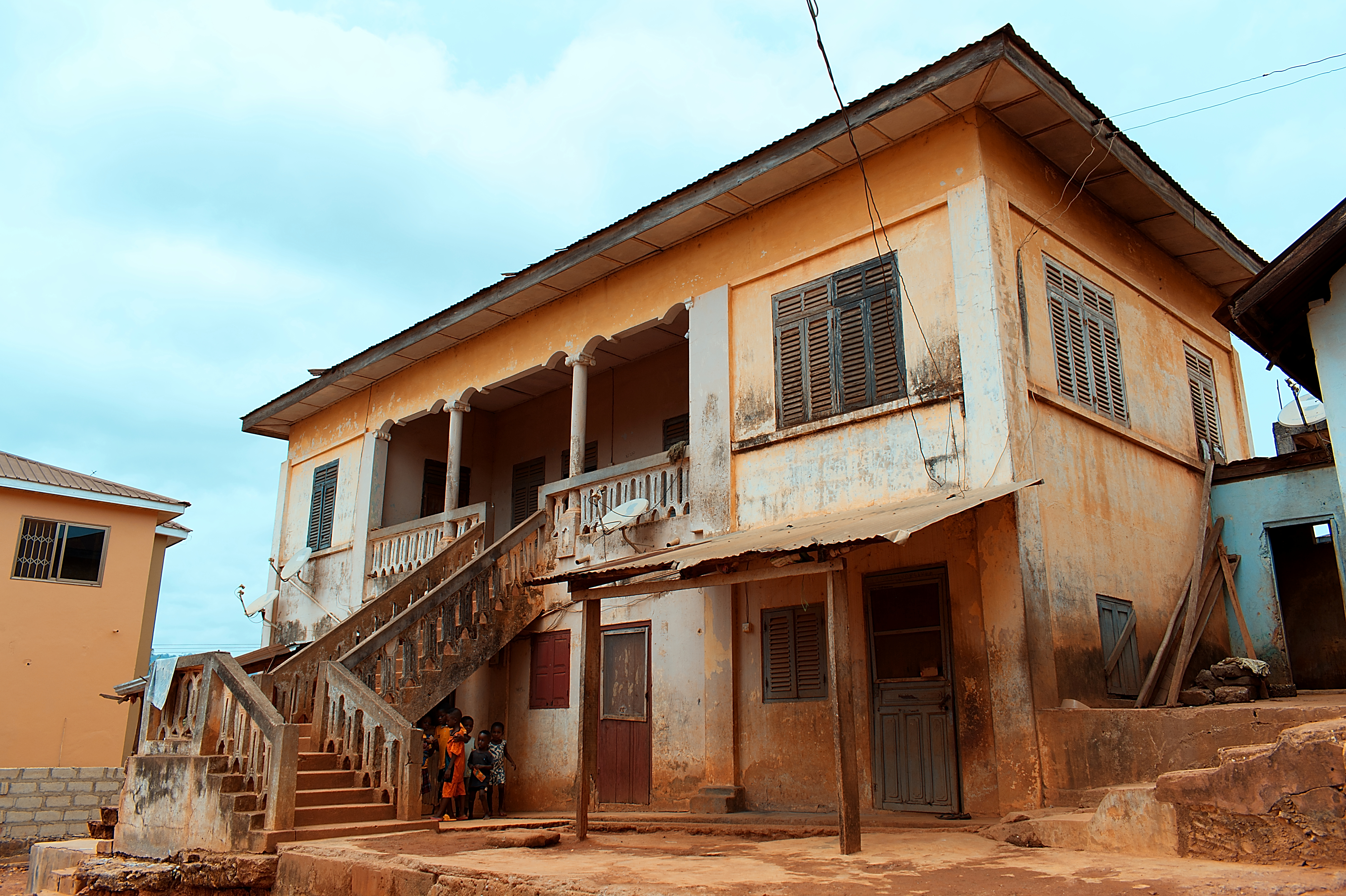
L'une des plus anciennes maisons d'Osu.

- Osu : Quartier cosmopolite à la fois populaire et branché, Osu rassemble de nombreux restaurants, bars et boîtes de nuit, ainsi que des stylistes, comme Aisha Ayensu, des designers, des architectes, et autres artistes, ainsi que ses nombreux magasins notamment le long d'Oxford Street[10],[11].
- Roman Ridge
- Ridge
- Sakumono
- Shiashie
- Spintex
- Tesano
- Teshie

## Architecture

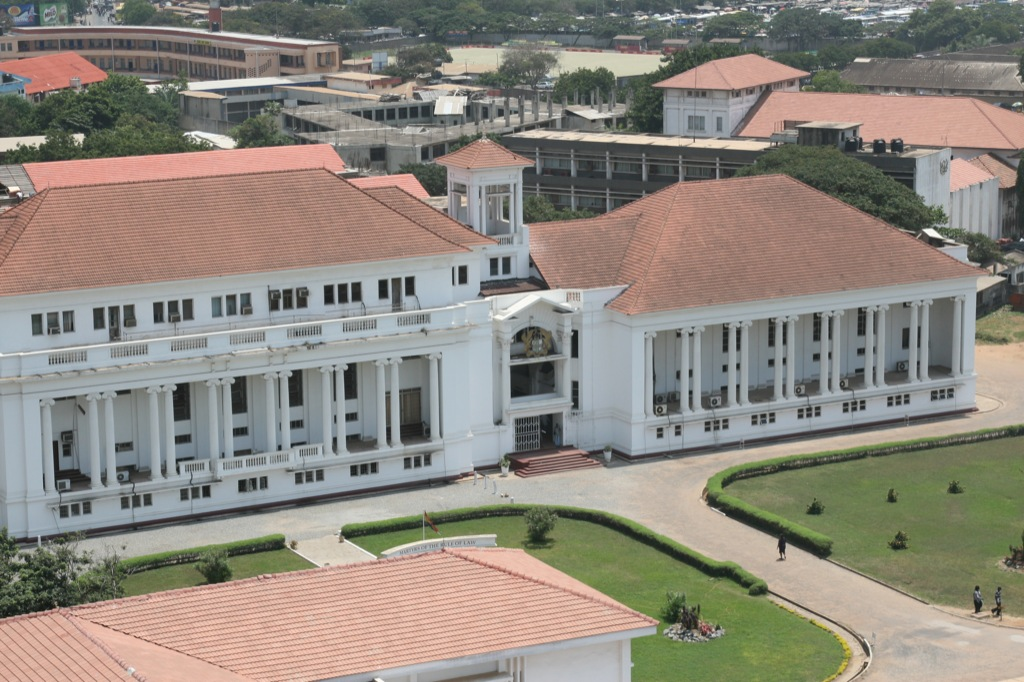
La Cour Suprême

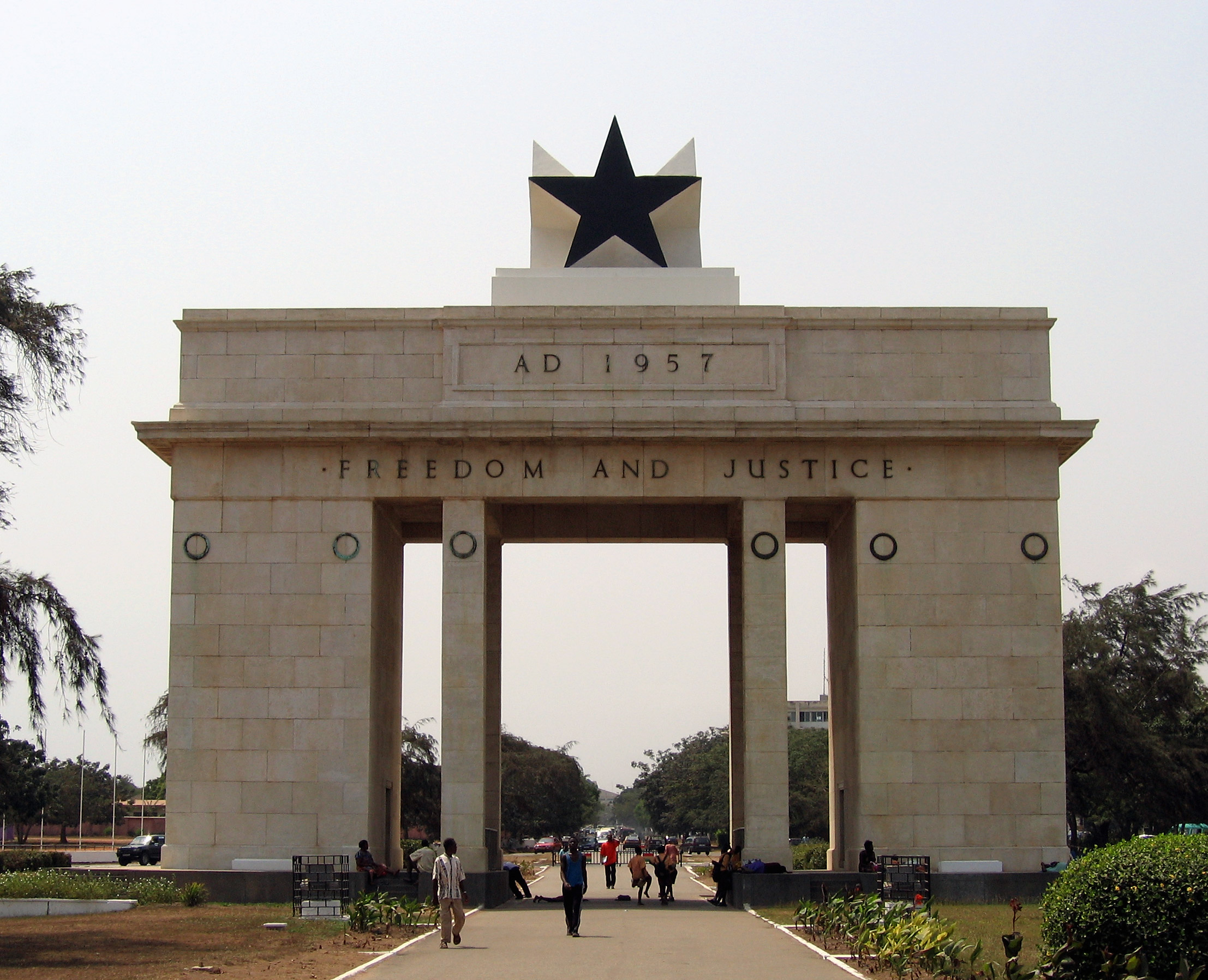
L'Arc d'Indépendance

L'architecture d'Accra est caractérisée par une faible concentration verticale, notamment en raison de l'espace disponible à la construction. Le centre de la ville recèle de nombreux bâtiments de l'époque coloniale, bâtis des années 1920 aux années 1950.

## Démographie
Depuis 1931, l'évolution démographique de Accra a été :
| 1931   | 1950    | 1960    | 1970    | 1984    |
| ------ | ------- | ------- | ------- | ------- |
| 61 000 | 160 000 | 390 000 | 624 091 | 969 195 |

| 2000      | 2009      | 2013      | 2023      | - |
| --------- | --------- | --------- | --------- | - |
| 1 658 937 | 2 263 785 | 2 291 352 | 2 660 072 | - |

| Histogramme de l'évolution démographique de Accra |           |
| \| 1931 \| 61 000 \| \| 1950 \| 160 000 \| \| 1960 \| 390 000 \| \| 1970 \| 624 091 \| \| 1984 \| 969 195 \| \| 2000 \| 1 658 937 \| \| 2009 \| 2 263 785 \| \| 2013 \| 2 291 352 \| \| 2023 \| 2 660 072 \| |           |
| 1931 | 61 000    |
| 1950 | 160 000   |
| 1960 | 390 000   |
| 1970 | 624 091   |
| 1984 | 969 195   |
| 2000 | 1 658 937 |
| 2009 | 2 263 785 |
| 2013 | 2 291 352 |
| 2023 | 2 660 072 |

## Économie

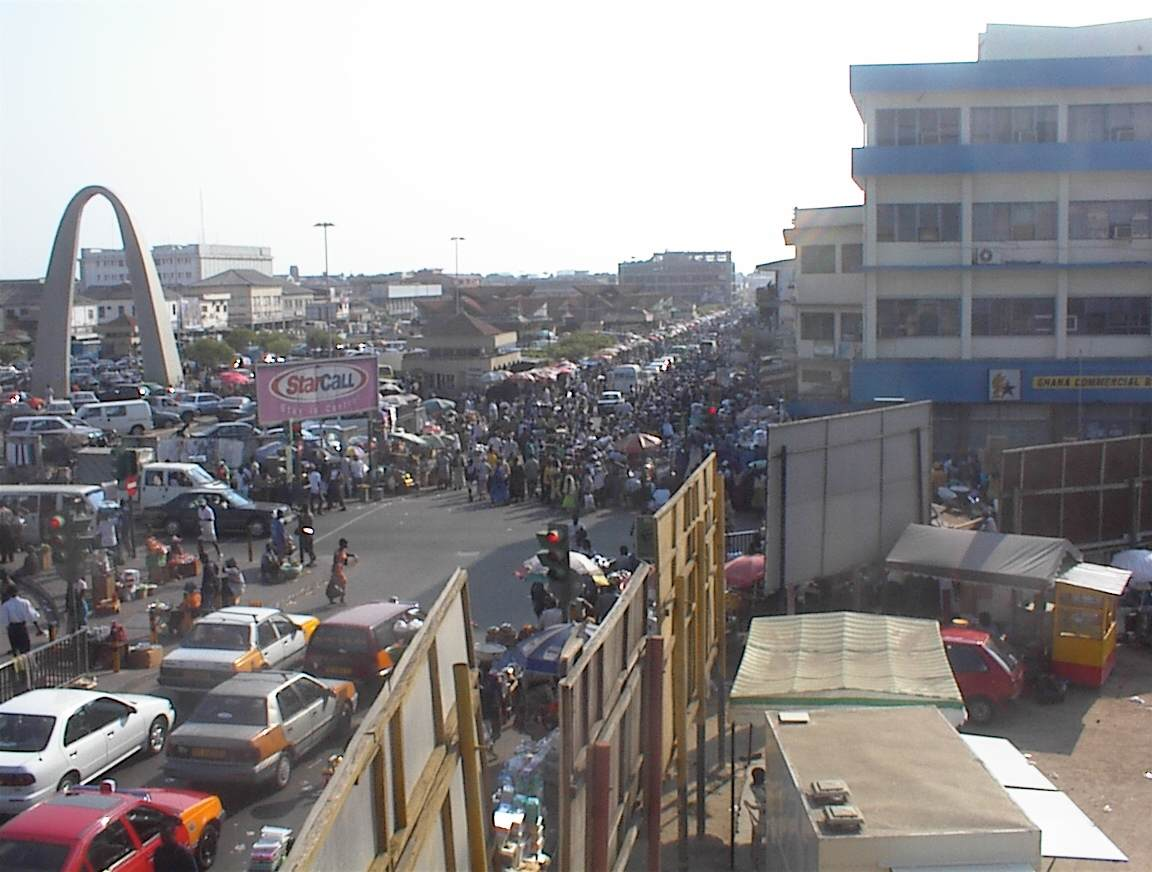
Centre-ville d'Accra, marché de Makola

L'économie d'Accra est riche et variée. Si les bureaux sont disséminés dans la ville (notamment les quartiers d'Accra Central, Adabraka, Cantonments et Airport Residential), l'activité manufacturière est elle concentrée dans la North Industrial Area du quartier de Kaneshie, et dans une moindre mesure dans le quartier d'Adabraka. Les activités industrielles principales sont la transformation alimentaire de produits agricoles, les industries du bois et la fabrication de contreplaqué, le textile, l'habillement et l'industrie chimique.
La ville dispose de nombreux marchés dont les plus importants sont ceux de Makola I et Makola II (Agbogbloshie), Kaneshie et dans une moindre mesure Nima et Dansoman.
Accra possède une bourse.
Dans la ville s'est mise en place une chaîne marchande autour de la gestion des déchets électroniques. Selon Nyaba Ouedraogo, photographe franco-burkinabé, « Les Ghanéens installés en Europe et aux États-Unis récupèrent les vieux ordinateurs et les envoient par bateau au port de Tema, où des grossistes rachètent les stocks. Les machines sont ensuite acheminées vers la décharge d’Accra, où des acheteurs les récupèrent pour les faire brûler par des enfants. ».
En avril 2019, Google ouvre un centre d'intelligence artificielle à Accra[réf. nécessaire].

## Transport

### Réseau routier
Accra se situe sur le corridor routier ouest-africain Abidjan-Lagos. Une route de qualité la relie donc à Aflao en Région de la Volta (ville frontière avec le Togo) ainsi qu'avec la métropole côtière de l'Ouest, Takoradi via la ville historique de Cape Coast.
Le tronçon routier entre Accra et le port de Tema est une autoroute à deux fois deux voies avec un terre-plein central, baptisée Kwame Nkrumah Motorway.
La route de Kumasi est quant à elle le principal axe de circulation pour les véhicules allant ou venant du Nord, reliant ainsi Accra aux villes de Nsawam et Nkawkaw en Région Orientale, Kumasi en Région d'Ashanti, Techiman et Sunyani en Région de Brong Ahafo, Wa en Région du Haut Ghana occidental, Tamale en Région du Nord, Bolgatanga et Navrongo en Région du Haut Ghana oriental. C'est également cet axe qui est emprunté par les voyageurs et les transporteurs qui relient Accra et Tema aux voisins sahéliens du Ghana comme le Burkina Faso, le Mali ou le Niger.
À l'intérieur de la ville, de nombreux axes sont de qualité comparables aux grands boulevards des capitales occidentales. Le squelette du réseau urbain est formé par Ring Road, un boulevard circulaire qui enserre la ville en partant du littoral pour finir sur le littoral en dessinant un arc de cercle collé à la côte. Parsemés le long de ce petit périphérique on trouve 5 intersections majeures qui sont autant de points de passage pour le trafic entrant ou sortant du centre-ville.

### Réseau ferré

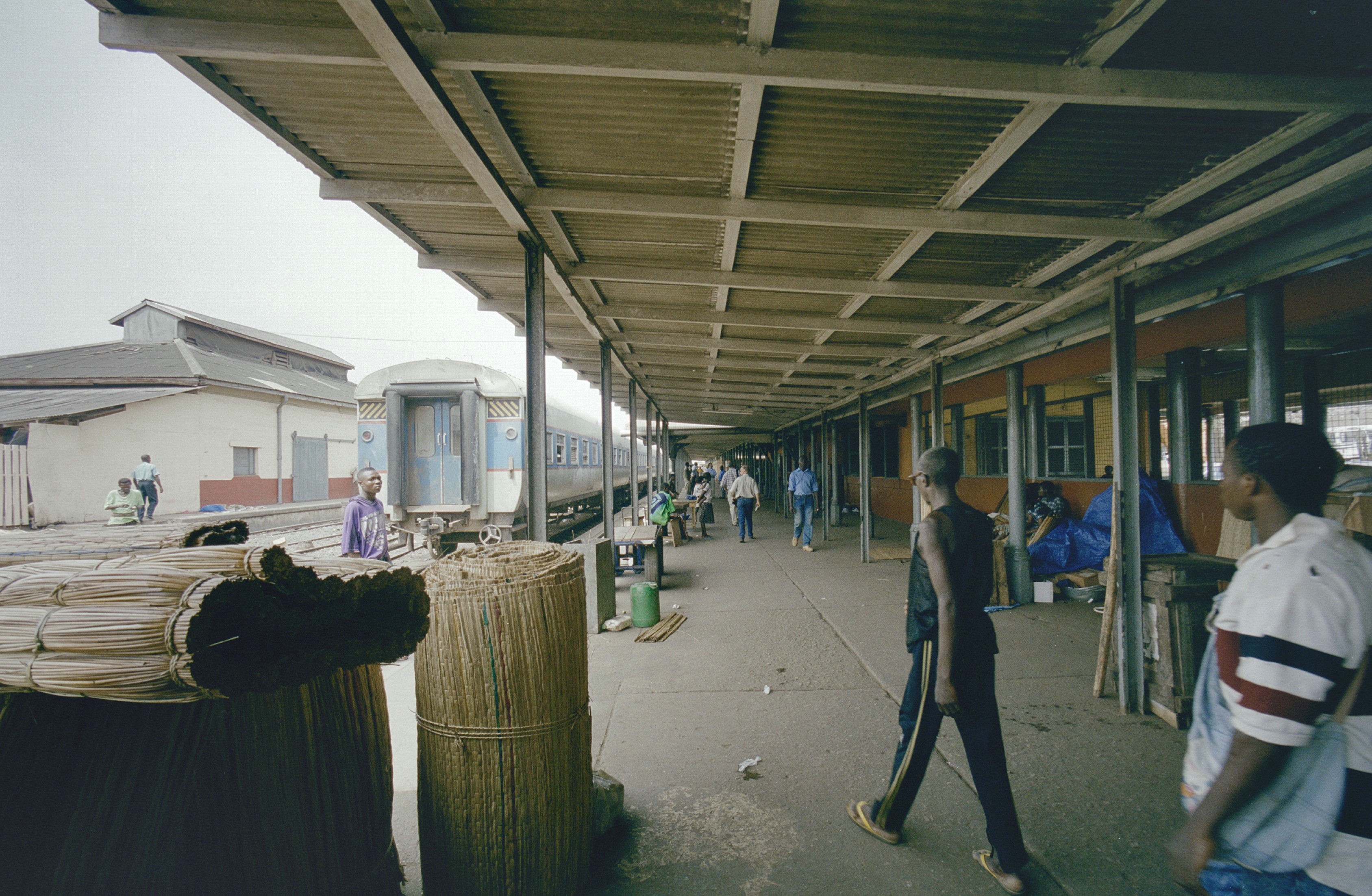
Gare d'Accra

Le modeste réseau ferré ghanéen, qui date de l'époque coloniale, part d'Accra et est relié au principal port en eaux profondes du pays, Tema, ainsi qu'au second port ghanéen Takoradi, à la deuxième ville du pays, Kumasi et aux champs aurifères des régions Ashanti et occidentale.

### Transport aérien
Accra est le hub principal du Ghana et abrite l'Aéroport international de Kotoka (code AITA : ACC et code OACI : DGAA). Cet aéroport dispose également d'un terminal domestique d'où sont opérés des vols commerciaux vers les villes de Tamale, Kumasi et Takoradi.
L'Aéroport de Kotoka, situé au nord-est du centre-ville à  62 mètres d'altitude, accueille aussi bien des vols civils que des vols militaires sur son unique piste de 3 403 mètres de long et 61 mètres de large.

## Culture
Accra accueille plusieurs institutions culturelles parmi les plus prestigieuses du pays : le Musée National, l'Académie Ghanéenne des Arts et des Sciences et la Bibliothèque Nationale.
On y trouve en outre les Archives Nationales du Ghana, le Théâtre National, Accra Centre for National Culture et la Librairie Centrale du Ghana.
L'agglomération regroupe également de nombreux centres culturels tels Artists Alliance à La, sur la route de Teshie, ou encore l'Atelier Kane Kwei, creuset de la culture du « cercueil fantaisie » Ga à Teshie.
La présence culturelle étrangère est également représentée par le British Council, le Goethe-Institut et l'Alliance française d'Accra.

### Musique
On trouve à Accra une scène musicale assez riche dans différents répertoires, notamment la musique gospel, hiplife et le highlife, dont le musicien le plus illustre est Ebo Taylor.

### Cinéma
Le centre du cinéma ghanéen, parfois nommé Ghallywood, se situe à Accra, où de nombreux films et séries télévisuelles sont tournés, la plupart du temps en anglais ou en langue twi.

### Médias
On trouve à Accra le siège des médias les plus importants du pays : les journaux The Daily Graphic, The Ghanaian Time, mais aussi celui de la Ghana Broadcasting Corporation.

## Tourisme

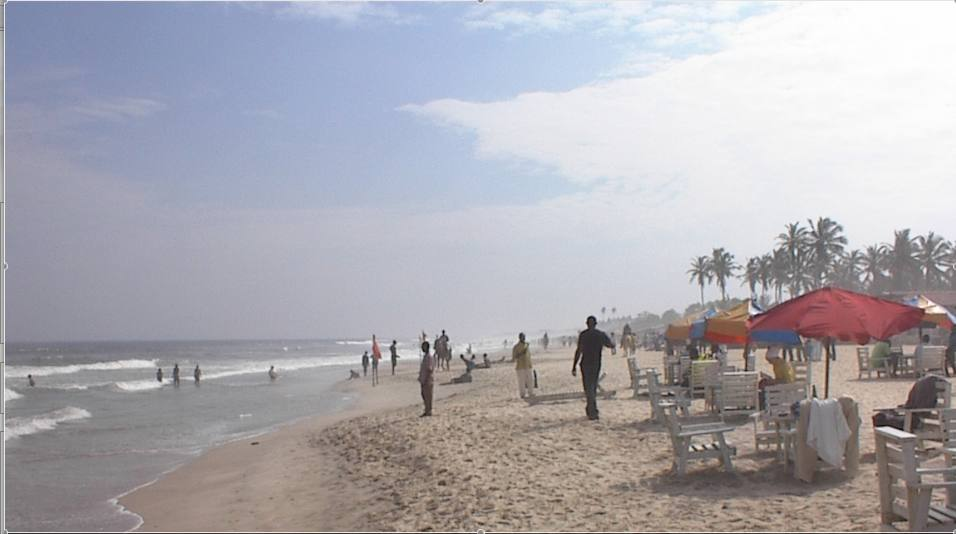
Plage Labadi

Accra est une destination touristique de relative importance au Ghana. La ville offre les atouts d'une capitale, à savoir une offre d'hébergement de standard international dans les grands hôtels, ainsi qu'un certain nombre de lieux d'intérêt au nombre desquels on trouve le Mausolée de Kwame Nkrumah, situé dans le centre-ville, en bordure de mer, face à la Cour Suprême, l'Arche de l'Indépendance ou encore le phare de Jamestown.
Quelques plages aménagées dans les secteurs de La et Labadi sont également des lieux de distraction connus des locaux, tandis que des restaurants offrant des cuisines variées sont disponibles dans différentes parties de la ville, notamment à Osu.

## Éducation
Accra regroupe les meilleures établissements du pays comme l'Université du Ghana, basée à Legon dans la périphérie d'Accra, ainsi que la prestigieuse École d'Achimota, fondée en 1924 et basée à Achimota, dans la banlieue Nord d'Accra.
La ville accueille également des établissements secondaires comme Ghana International School (GIS), une structure privée à but non lucratif établie en 1955, Lincoln Community School, de type privé à but non lucratif également et établie en 1968, ainsi que l'American International School of Accra et l'École française Jacques-Prévert.

## Lieux de culte

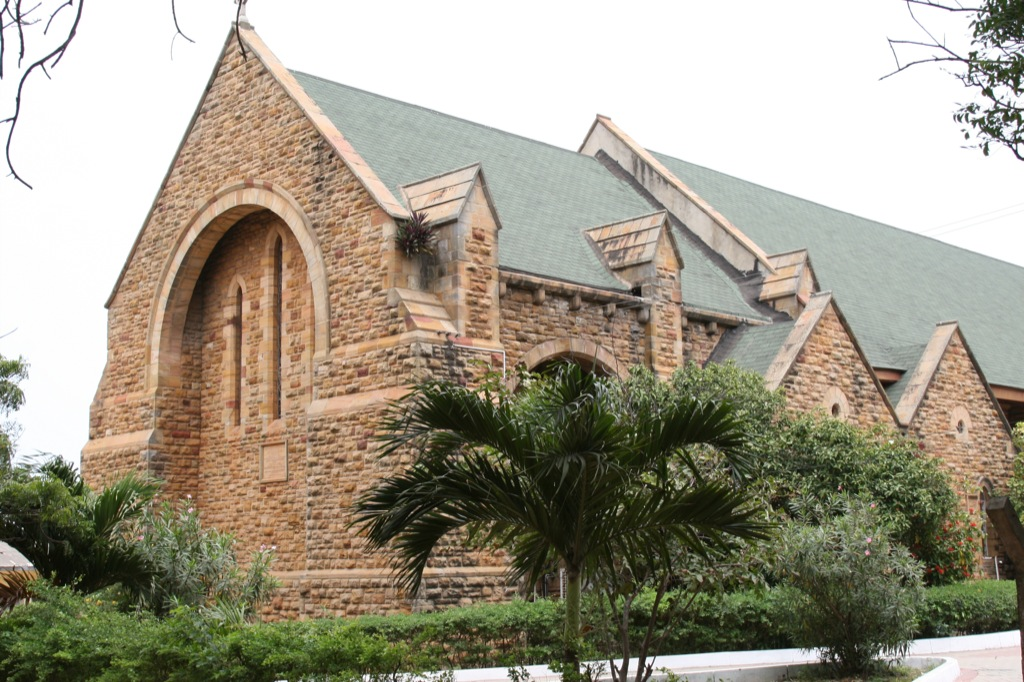
Holy Trinity Cathedral (Church of the Province of West Africa).
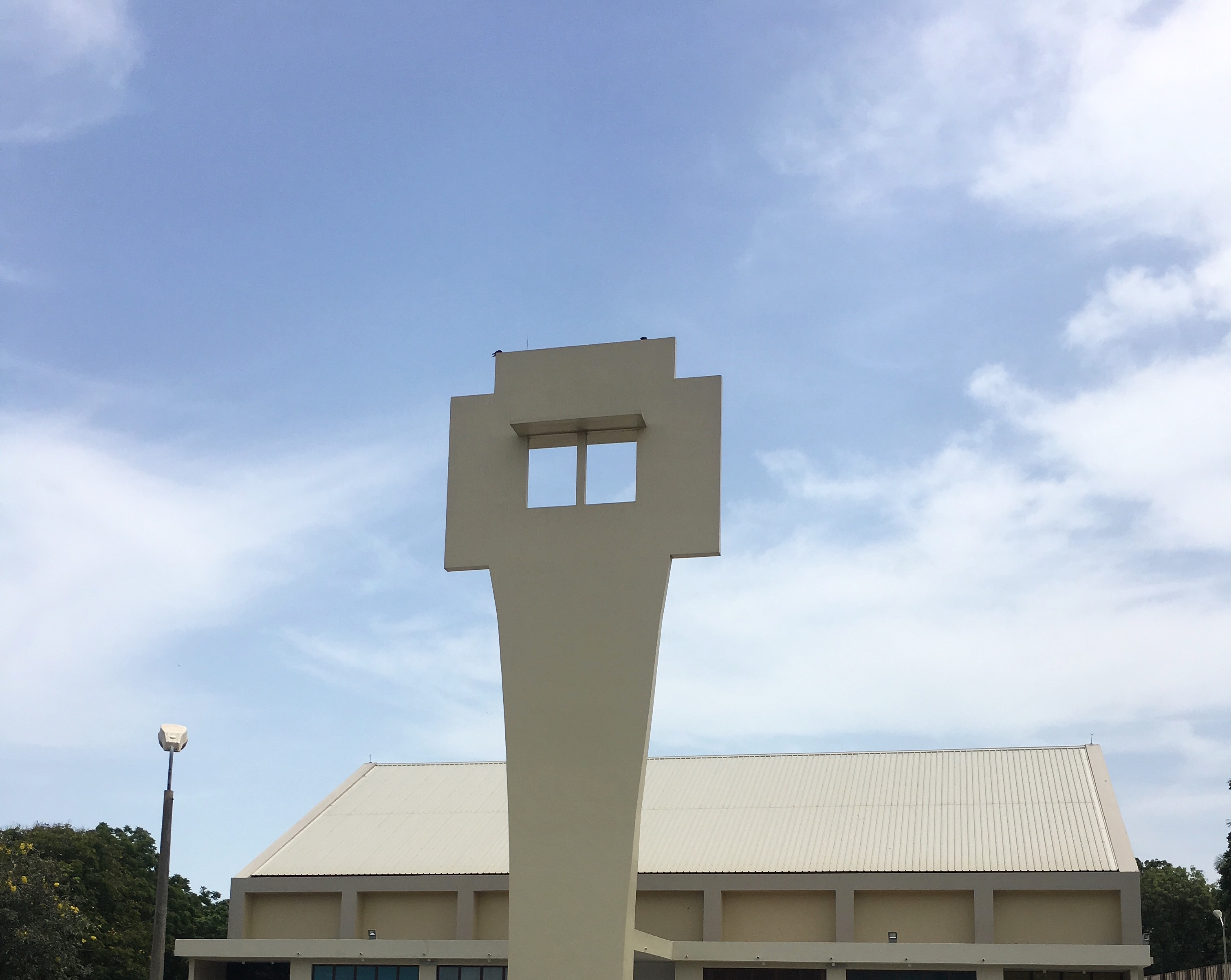
Christ the King Parish in Accra (Église catholique).
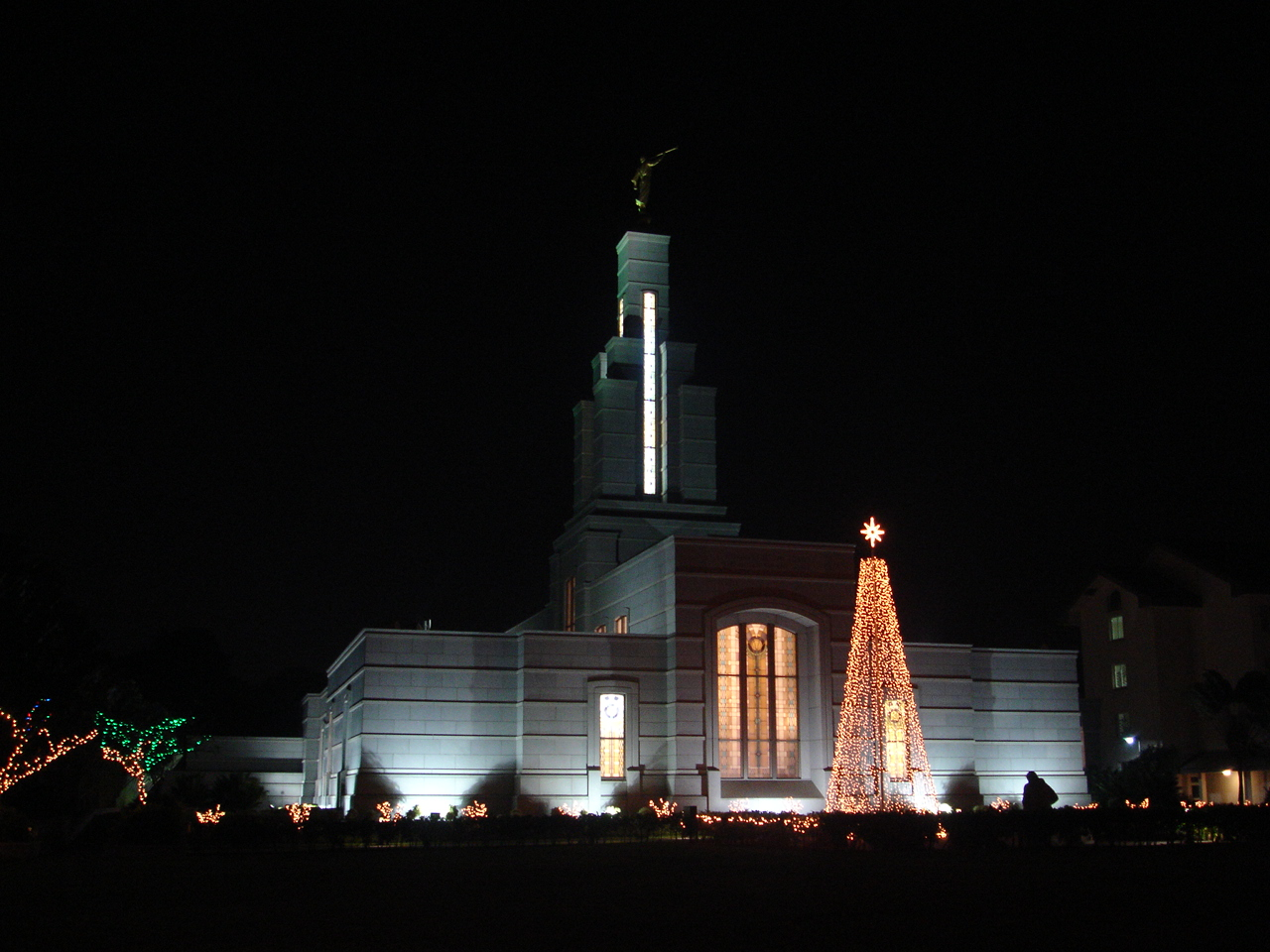
Temple mormon d'Accra.

Parmi les lieux de culte, il y a principalement des églises et des temples chrétiens : Church of the Province of West Africa (Communion anglicane), Evangelical Presbyterian Church, Ghana (Communion mondiale d'Églises réformées), Convention baptiste du Ghana (Alliance baptiste mondiale), Lighthouse Chapel International, Église de la Pentecôte, Assemblées de Dieu, Archidiocèse d’Accra (Église catholique) . Il y a aussi des mosquées musulmanes.

## Sports
On trouve à Accra de nombreuses équipes de football ainsi qu'un stade de 44 000 places, l'Accra Sports Stadium, qui accueille l'équipe de la ville, Hearts of Oak mais aussi l'équipe nationale des Black Stars.
La Coupe d'Afrique des nations de football 2008 a été organisée par le Ghana. Accra a été un temps le centre du monde du football africain puisque 9 matches de cette compétition s'y sont joués.
Enfin, un marathon annuel, le Accra International Marathon, est organisé depuis 2007 entre le village côtier de Prampram et la ville.

## Personnalités liées à la commune

### Naissance
- Priscilla Kolibea Mante, neuropharmacologue ;
- Ayesha Harruna Attah, romancière ;
- Béatrice Adjorkor Anyankor, dite Bibie, chanteuse francophone ;
- Vida Anim, athlète olympique, sprinteuse ;
- Joseph Arthur Ankrah, 2e Chef de l'État du Ghana ;
- Stephen Leroy Appiah, footballeur (né à Achimota, banlieue d'Accra) ;
- Abedi Ayew, dit Abedi "Pele", footballeur (né à Dome, banlieue d'Accra) ;
- William Boyd, écrivain, réalisateur et scénariste britannique ;
- Marcel Desailly, footballeur français ;
- Seth Adonkor, footballeur français
- Michael Essien, footballeur ;
- Azumah Nelson, boxeur ;
- Hugh Quarshie, acteur britannique ;
- Jerry John Rawlings, 8e et 10e Chef de l'État du Ghana, 1er Président de la IVe République du Ghana ;
- Philemon Opong Sika, artiste-peintre ;
- Ben Tackie, boxeur ;
- Abdul Aziz Zakari, athlète sprinteur ;
- Dominic Oduro, joueur de soccer avec l'Impact de Montréal ;
- Deborah Ahenkorah, éducatrice ghanéenne ;
- Asamoah Gyan, joueur de football.

### Mort
- Hideyo Noguchi, médecin bactériologiste japonais ;
- Annie Jiagge, magistrate et militante des droits des femmes.

## Jumelages
Accra est jumelée avec :
| Ville | Ville            | Pays | Pays                 | Période              |
| ----- | ---------------- | ---- | -------------------- | -------------------- |
|       | Chicago          |      | États-Unis           |                      |
|       | Columbia         |      | États-Unis           |                      |
|       | Columbus         |      | États-Unis           |                      |
|       | Johannesbourg    |      | Afrique du Sud       |                      |
|       | Paynesville (en) |      | Liberia              |                      |
|       | São Tomé         |      | Sao Tomé-et-Principe |                      |
|       | Washington       |      | États-Unis           | depuis le 8 mai 2006 |